# 이재규
이재규(1970년 ~ )은 대한민국의 드라마 PD이자 영화 감독이다.

## 학력
- 서울대학교 신문방송학과 학사

### 영화
- 2010년 영화 《인플루언스》 ... 감독
- 2014년 영화 《역린》 ... 감독
- 2018년 영화 《완벽한 타인》 ... 감독

### 드라마
- 1998년 ~ 1999년 MBC 저녁 일일연속극 《보고 또 보고》 ... 조연출
- 1999년 MBC 월화 특별기획 드라마 《국희》 ... 조연출
- 2001년 MBC 월화 특별기획 드라마 《아줌마》 ... 조연출
- 2003년 MBC 월화 미니시리즈 《다모》 ... 연출
- 2005년 SBS 월화 특별기획 드라마 《패션 70s》 ... 연출
- 2008년 MBC 수목 미니시리즈 《베토벤 바이러스》 ... 연출
- 2012년 MBC 수목 미니시리즈 《더킹 투하츠》 ... 연출
- 2017년 KBS2 미니시리즈 《란제리 소녀시대》 ... 제작
- 2019년 OCN 주말 7부작 미니시리즈 《트랩》 ... 제작
- 2022년 NETFILX 오리지널 드라마 《지금 우리 학교는》 ... 연출
- 2023년 NETFILX 오리지널 드라마 《정신병동에도 아침이 와요》 ... 공동연출
- 2024년 NETFILX 오리지널 드라마 《지금 우리 학교는 Season Ⅱ》 ... 연출

## 경력
- MBC 드라마본부 PD
- 김종학 프로덕션 소속 프로듀서
- 2010년 ~ 현재 : 서울종합예술학교 전임교수

## 수상 경력
- 2004년 제40회 백상예술대상 TV부문 신인연출상
- 2009년 제21회 한국PD대상 TV부문 드라마 작품상
- 2009년 도쿄 드라마페스티벌 해외드라마특별상